# ویکتور کاوالو
ویکتور کاوالو (ایتالیایی: Victor Cavallo؛ ‏ ۸ مهٔ ۱۹۴۷ – ۲۱ ژانویهٔ ۲۰۰۰) شاعر، نویسنده و بازیگر اهل ایتالیا بود.
از فیلم‌هایی که وی در آن نقش داشته‌است، می‌توان به آفرین به فک، فروشگاه بزرگ، اجساد ممتاز و تراژدی آدم مضحک اشاره کرد.